# Улица Магистри
Улица Магистри (эст. Magistri tänav) — короткая (150 м) улица в исторической части Тарту, от Ратушной площади до улицы Гильди. 

## Достопримечательности
«Падающий дом», ныне — Музей современного искусства, Тартуский художественный музей